# Brecker Brothers
Brecker Brothers var en jazzrockgrupp som skapades 1975 av bröderna Michael (saxofon och EWI) och Randy Brecker (trumpet och flygelhorn). De spelade in flera kommersiellt framgångsrika jazz fusion-album tillsammans under 1970-, 1990- och 2000-talet. Båda två spelade tillsammans som studiomusiker på hundratals olika album som Bruce Springsteens "Born to Run", Parliaments Mothership Connection, Frank Zappas Zappa in New York och Jaco Pastorius' självtitlade debutalbum. Båda har även haft egna framgångsrika karriärer på egen hand och betraktas som ledande på sina respektive instrument. Michael Brecker gick bort våren 2007.

## Diskografi (i urval)
Studioalbum
- 1975 - The Brecker Brothers
- 1976 - Back to Back
- 1977 - Don't Stop the Music
- 1978 - Heavy Metal Be-Bop
- 1980 - Detente
- 1981 - Straphangin'
- 1990 - The Collection, Vol. 1
- 1990 - The Collection, Vol. 2
- 1991 - Score
- 1992 - Return of the Brecker Brothers
- 1994 - Out of the Loop
- 1999 - Electric Jazz Fusion
- 1999 - Priceless Jazz Collection